# Bembos
Bembos S.A.C. ist eine peruanische Schnellrestaurantkette für Burger und Fast Food mit Sitz in Lima. Das erste Restaurant wurde am 11. Juli 1988 in Miraflores, einem Stadtbezirk Limas, gegründet. Heute besitzt die Kette über 55 Filialen in Peru, mit dem Schwerpunkt in der Hauptstadt Lima. Daneben existieren weitere Filialen in anderen Ländern wie in Indien und Guatemala. Nach Schätzungen aus dem Jahr 2010 ist Bembos in Peru Marktführer in der Hamburger-Quickservice-Systemgastronomie mit einem Marktanteil von über 50 %.

## Geschichte
Das erste Bembos-Restaurant wurde am 11. Juli 1988 in Miraflores, einem Stadtbezirk Limas, gegründet. Zu diesem Zeitpunkt waren die internationalen Hamburger-Ketten wie McDonald’s oder Burger King noch nicht in den peruanischen Markt eingetreten. Zwei Jahre später wurde ein weiteres Restaurant in San Isidro, einem anderen Bezirk Limas, eröffnet.
Im Jahr 2011 wurde Bembos von der peruanischen Bank Interbank aufgekauft.

## Filialen
Innerhalb Perus besitzt Bembos über 55 Restaurants. Ein Großteil dieser Filialen befindet sich in der Hauptstadt Lima; weitere Restaurants gibt es unter anderem in Trujillo, Chiclayo, Piura, Arequipa und Cusco. Zusätzlich besitzt Bembos über zehn Eisstände, an denen ausschließlich Eis verkauft wird, und zehn sogenannte Bembos Cafés.
Im Jahr 2005 wurde das erste Bembos-Restaurant außerhalb Perus im indischen Mumbai eröffnet. Zwei Jahre später wurde eine weitere Filiale ebenfalls in Mumbai eröffnet. Weitere Restaurants in Indien gibt es in Noida sowie in der Hauptstadt Neu-Delhi. Im Jahr 2009 wurde eine Filiale in Guatemala eröffnet, die zu einem späteren Zeitpunkt wieder geschlossen wurde.